# 青山八幡宮
青山八幡宮（あおやまはちまんぐう）は静岡県藤枝市八幡（やわた）にある八幡宮である。

## 概要

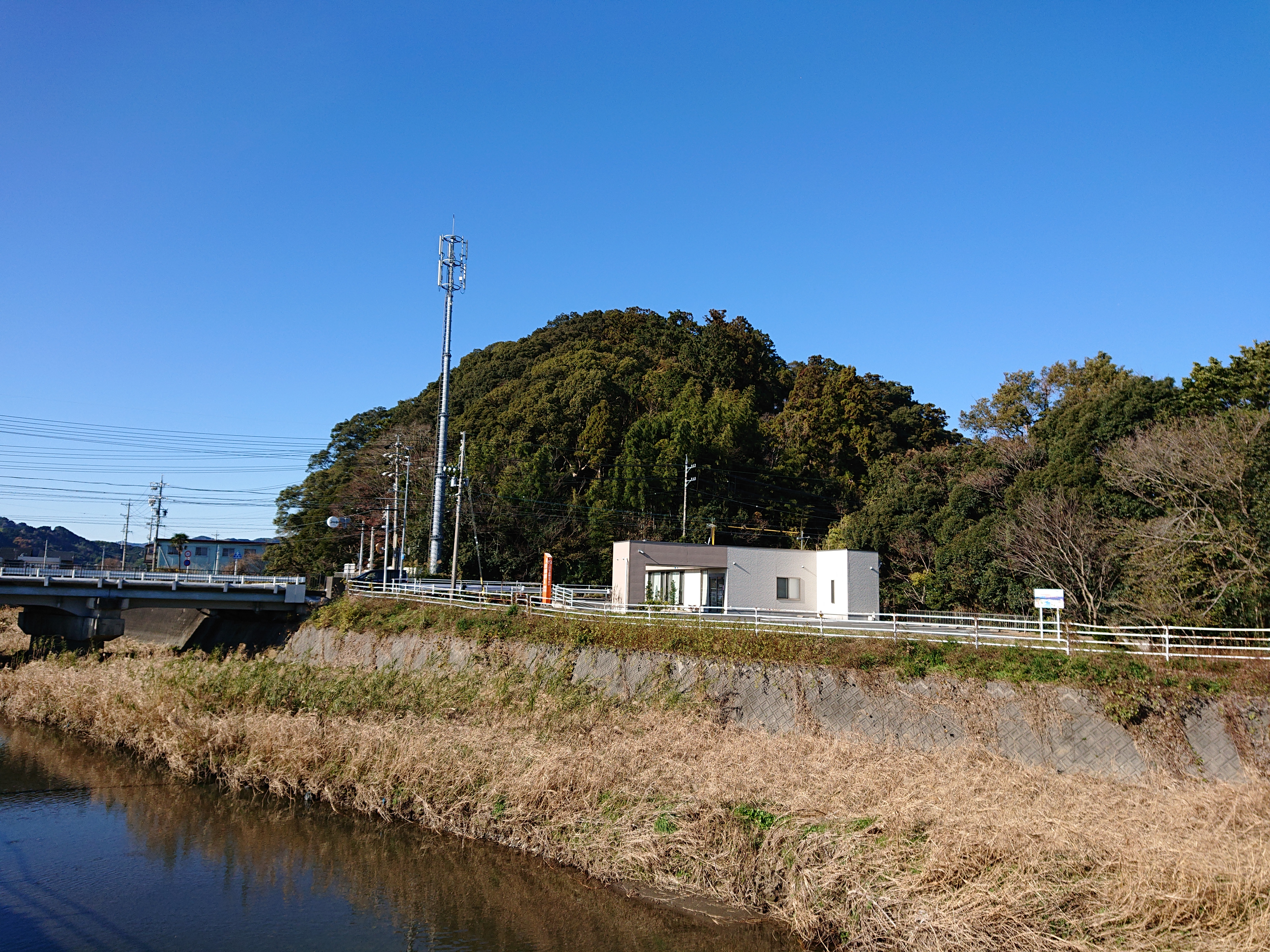
麓から見た八幡宮。八幡山砦という砦跡でもあった。

藤枝市北部の潮山から南東に細長く伸びた尾根筋の末端に所在する。境内はかつて八幡山砦という城塞でもあった。
創建年代は不明だが、伝承によると奥州へ下向した源義家が、山城の石清水八幡宮を天喜・康平年間（1063年～1065年）、または1088年（寛治2年）に勧請したことで成立したとされる。
武門の神として武家の信仰厚く、1591年（天正19年）に豊臣秀吉から170石5斗の社領について諸役と山林竹木の役を免除する朱印状を発給されており、江戸時代に入ると徳川家康からの庇護を受けた。酒井忠利ら、歴代田中城主からも厚い崇敬を受けたという。
旧暦8月13日～15日には例大祭として放生会が開催され、流鏑馬が行われた。大祭の神輿渡御に藤枝宿の屋台が付き従ったのを起源として「藤枝大祭り」が始まったという。
八幡宮での藤枝大祭りは1868年（慶応4年）以降の神仏分離令により衰退してしまうが、1874年（明治7年）に同市藤枝5丁目の飽波神社に引き継がれ、現在に続いている。また八幡宮でも毎年新暦9月には例祭が行われている。

## 祭神
- 誉田別命
- 玉依姫命
- 息長足姫命